# Visión en la Casa del Caníbal
Visión en la Casa del Caníbal es un álbum en directo del grupo español Ktulu lanzado en 2011, compuesto por un CD y un DVD.
En el CD se recogen diecisiete temas registrados en una actuación que la banda ofreció el 3 de octubre de 2009 en la sala barcelonesa Razzmatazz, un auténtico repaso a toda su trayectoria musical. En el DVD aparecen doce de esas canciones, además de un documental de 35 minutos en el que se da una visión de lo que fue la gira de Show Caníbal desde el punto de vista de los seguidores, equipo de apoyo del grupo y componentes del mismo. Para completar el DVD, se incluyen dieciséis versiones de sus temas interpretadas por otros grupos:
Xrude, Agnus Dei, Obispo Fornicado, Bultrako, Ente, Meridian Zero, Ebola DP, Our Landscapes, Fetus In Feto, No Code, Nautilus, Locotipo, LSM, Holocausto, Knhum y Kon-ira.

## Canciones
| CD 1. "Tiempo Hostil" 2. "Biocontaminación" 3. "Delirium Tremens" 4. "Deja De Joder" 5. "10 Toneladas" 6. "La Ira De Los Monos" 7. "Solo Batería" 8. "Sepultado (El Encuentro)" 9. "Demonios" 10. "Crisis De Fe" 11. "Sutil Mutilación" 12. "Pura Vida" 13. "Mensaje Subliminal" 14. "Solo Guitarras" 15. "Desordenación 2#7" 16. "Justicia?" 17. "Apocalipsis 25-D" | DVD 1. "Biocontaminación" 2. "Delirium Tremens" 3. "Deja De Joder" 4. "Solo Batería" 5. "Sepultado (El Encuentro)" 6. "Demonios" 7. "Vuestras Guerras" 8. "Crisis De Fe" 9. "Pura Vida" 10. "Solo Guitarras" 11. "Justicia?" 12. "Apocalipsis 25-D" |

## Componentes
Los miembros de la banda en esa actuación eran:
- Wylly K - Voz
- Jess Rodz - Guitarra
- David Roig - Guitarra
- Franklin - Bajo
- Blai - Batería